# Emilio Molinero Hurtado
Emilio Molinero Hurtado (Abril de 1920 – 10 de octubre de 2013) fue un alfarero mexicano, famoso por recrear los diseños de la cerámica prehispánica.

## Biografía
Molinero Hurtado se crio en Tzintzuntzan y comenzó a trabajar en la arcilla junto a su padre a los siete años, hacer recipientes para el almacenamiento de agua y nixtamal, o maíz para tortillas.
Cuando sus padre fallecieron, se dedicó a la agricultura pero después de casarse con Juana Huipi, volvió a la alfarería, comenzando una carrera de enorme Notoriedad por la calidad y el diseño de sus piezas. Sus diseños están basados en la cerámica prehispánica que encontraba en los alrededores, pero ligeramente modificadas para ser más contemporáneas. Trabajó con arcillas locales, en su mayoría rojas y blancas, utilizando tanto moldes como sus manos para dar forma a las piezas. Las piezas fueron luego bruñidas y pintadas, generalmente con diseños de estilo prehispánico, blanco sobre naranja quemado.
Sus trabajos ganaron diversos premios en Michoacán, como el evento de Domingo de Ramos en Uruapan, la Feria de Mayo de Morelia y varios en la Feria de Noche de Muertos en Tzintzuntzan. Fue nombrado Gran Maestro por el Fomento Cultural Banamex en 2001, y en 2007 recibió el Premio Estatal de las Artes Eréndira por el estado Michoacán.